# Achegour

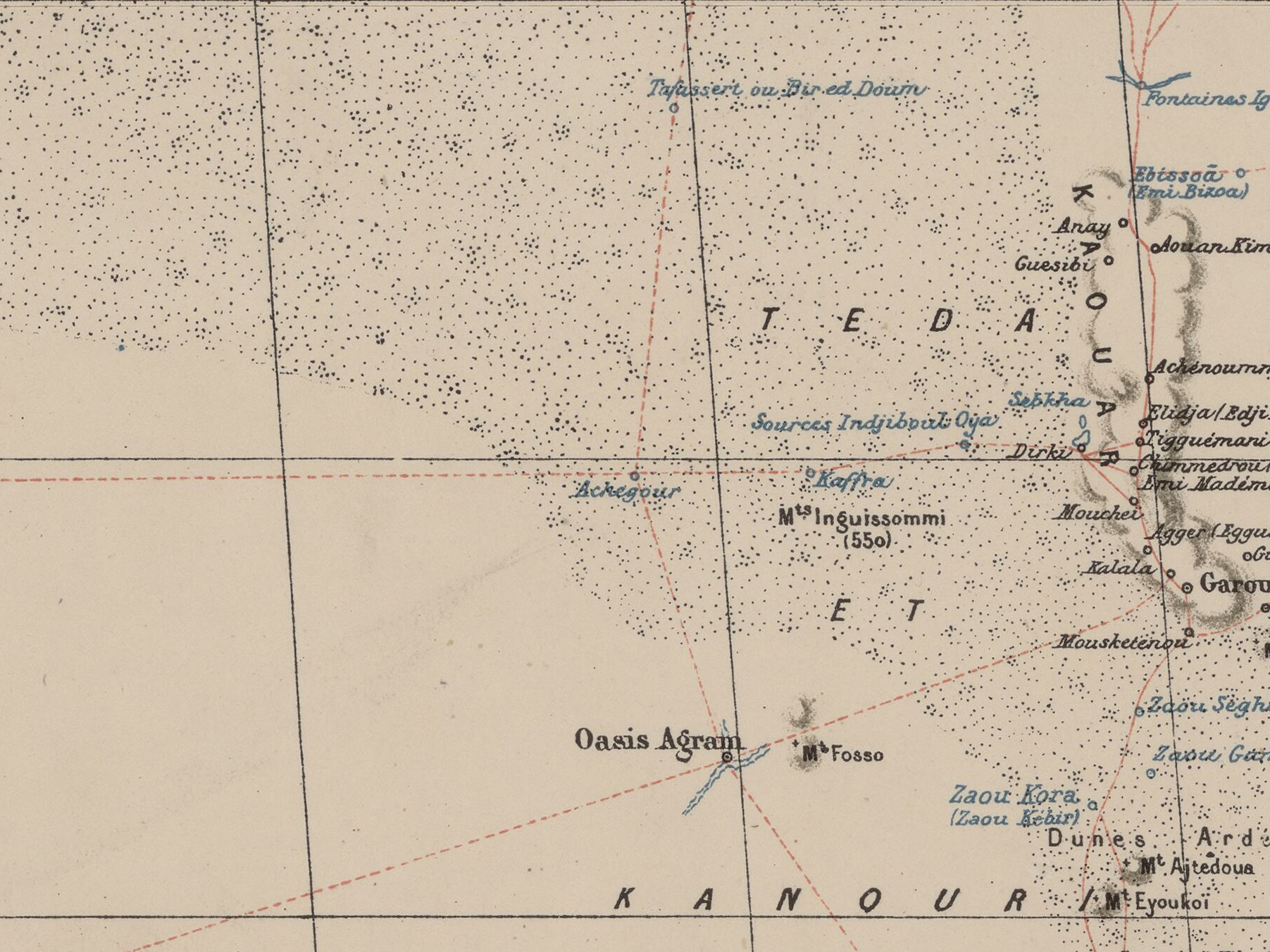
Ausschnitt einer Karte von 1903 mit Achegour im Zentrum

Achegour (auch: Acheggour) ist eine recht unscheinbare – als „Tankstelle“ ca. 120 km westlich der Bornustraße gelegen – gleichwohl eine regional bedeutsame Wasserstelle (Brunnen) auf der nördlichen Aïr-Bilma-Route ab dem Orientierungspunkt Arbre du Ténéré nach Dirkou im nördlichen Niger. Achegour liegt etwa auf halber Strecke zwischen den östlichen Ausläufern des Aïr und dem Kaouar-Tal inmitten einer sandigen Senke des Höhenzugs der Falaise von Achegouar in der Wüste Ténéré. 
Der Wasserspiegel des gefassten Brunnens liegt ca. 2–3 m tief. Das Wasser enthält relativ viel Natron und Kochsalz und schmeckt leicht salzig. Das Wasser ist trinkbar. Kamele trinken das Wasser allerdings nur widerwillig.
Am Brunnen von Achegour stehen mehrere Akazien und Tamarisken.
Die Wasserstelle ist ein archäologischer Fundort der altsteinzeitlichen Acheuléen-Kultur.